# Hans Prinzhorn

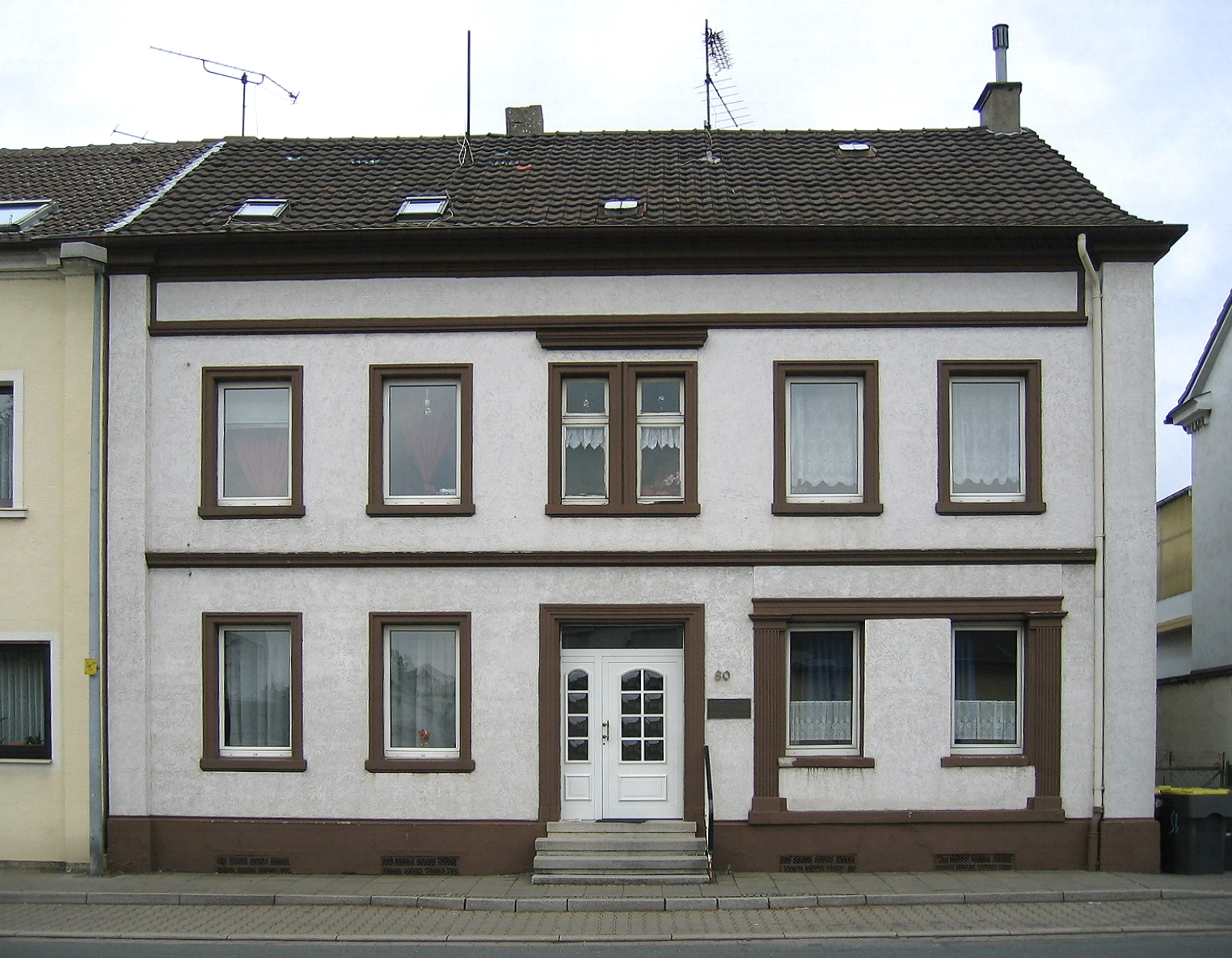
Casa donde nació Prinzhorn, en Hemer.

Hans Prinzhorn (6 de junio de 1886-14 de junio de 1933) fue un psiquiatra e historiador del arte alemán.
Nacido en Hemer, Westfalia, estudió historia del arte y filosofía en la Universidad de Viena, donde se doctoró en 1908. Viajó a Inglaterra para tomar lecciones de canto, pues pensaba hacerse cantante profesional. Después hizo estudios de medicina y psiquiatría, y sirvió como cirujano militar en la Primera Guerra Mundial.
En 1919 empezó a trabajar como asistente de Karl Wilmanns en el hospital psiquiátrico de la Universidad de Heidelberg. Su trabajo consistía en ampliar una colección de dibujos y pinturas creados por los enfermos mentales, iniciada por Emil Kraepelin. Cuando dejó el empleo, en 1921, la colección había crecido hasta constar de más de 5000 obras de unos 450 internos.
En 1922 publicó su primer libro, que resultaría el más influyente: Bildnerei der Geisteskranken. Ein Beitrag zur Psychologie und Psychopatologie der Gestaltung (Actividad plástica de los enfermos mentales. Una contribución a la psicología y psicopatología de la configuración formal), profusamente ilustrado con ejemplos de la colección. Mientras que sus colegas acogieron la obra con reserva, el mundo del arte lo hizo con entusiasmo. Los cuadros constituyeron una gran inspiración para Jean Dubuffet, quien acuñó el término art brut.
El libro trata principalmente sobre la frontera entre la psiquiatría y el arte, la enfermedad y la expresión personal. Representa uno de los primeros intentos de analizar la obra de los enfermos mentales.
Luego de breves residencias en sanatorios de Zúrich, Dresde y Wiesbaden, Prinzhorn inició la práctica de la psicoterapia en Fráncfort en 1925, aunque sin mucho éxito. Siguió escribiendo libros y publicó media decena durante su vida. Nunca se cumplieron sus expectativas de conseguir un puesto permanente en una universidad. Desencantado por sus fracasos profesionales, y después de tres matrimonios malogrados, se mudó a casa de una tía, en Múnich, y se retiró de la vida pública, pero siguió ganando ingresos dando conferencias y escribiendo ensayos. En 1933 murió en Múnich de tifo.
Poco después de su muerte la Colección Prinzhorn se arrumbó en los desvanes de la universidad. En 1938 se presentaron algunos cuadros en la exposición de propaganda nazi Entartete Kunst (Arte degenerado). Desde 2001 la colección está expuesta en un antiguo oratorio de la Universidad de Heidelberg.

## Libros
- Hans Prinzhorn, Artistry of the mentally ill: a contribution to the psychology and psychopathology of configuration, versión inglesa de Eric von Brockdorff de Bildnerei der Geisteskranken. Ein Beitrag zur Psychologie und Psychopatologie der Gestaltung, 2ª ed., con una introducción de James L. Foy, Viena, Nueva York, Springer-Verlag, 1995, ISBN 3-211-82639-4.
- Hans Prinzhorn, Expressions de la Folie, París, Gallimard, 1984.
- Catherine de Zegher (ed.), The Prinzhorn Collection: Traces upon the Wunderblock, ensayos de C. de Zegher, Hal Foster, Sander L. Gilman,  S. Weiss y Bracha Lichtenberg Ettinger. Drawing Papers, núm. 7, 2000, del Drawing Center de Nueva York.

## Películas
- Christian Beetz, Between Insanity and Beauty - The Art Collection of Dr. Prinzhorn, Premio Adolf-Grimme 2008, producida por Beetz Brothers Film, Alemania, 2008.

El filme cuenta la historia de la Colección Prinzhorn, ilustrando los conflictos internos de los pacientes esquizofrénicos con sus dibujos y pinturas.